# ヘリコプター弦楽四重奏曲
ヘリコプター弦楽四重奏曲（Helikopter-Streichquartett）は、ドイツの作曲家、カールハインツ・シュトックハウゼンが作曲した弦楽四重奏曲。彼の長大なオペラ「光」の中の「水曜日」の第3場の曲として1993年に作曲された。

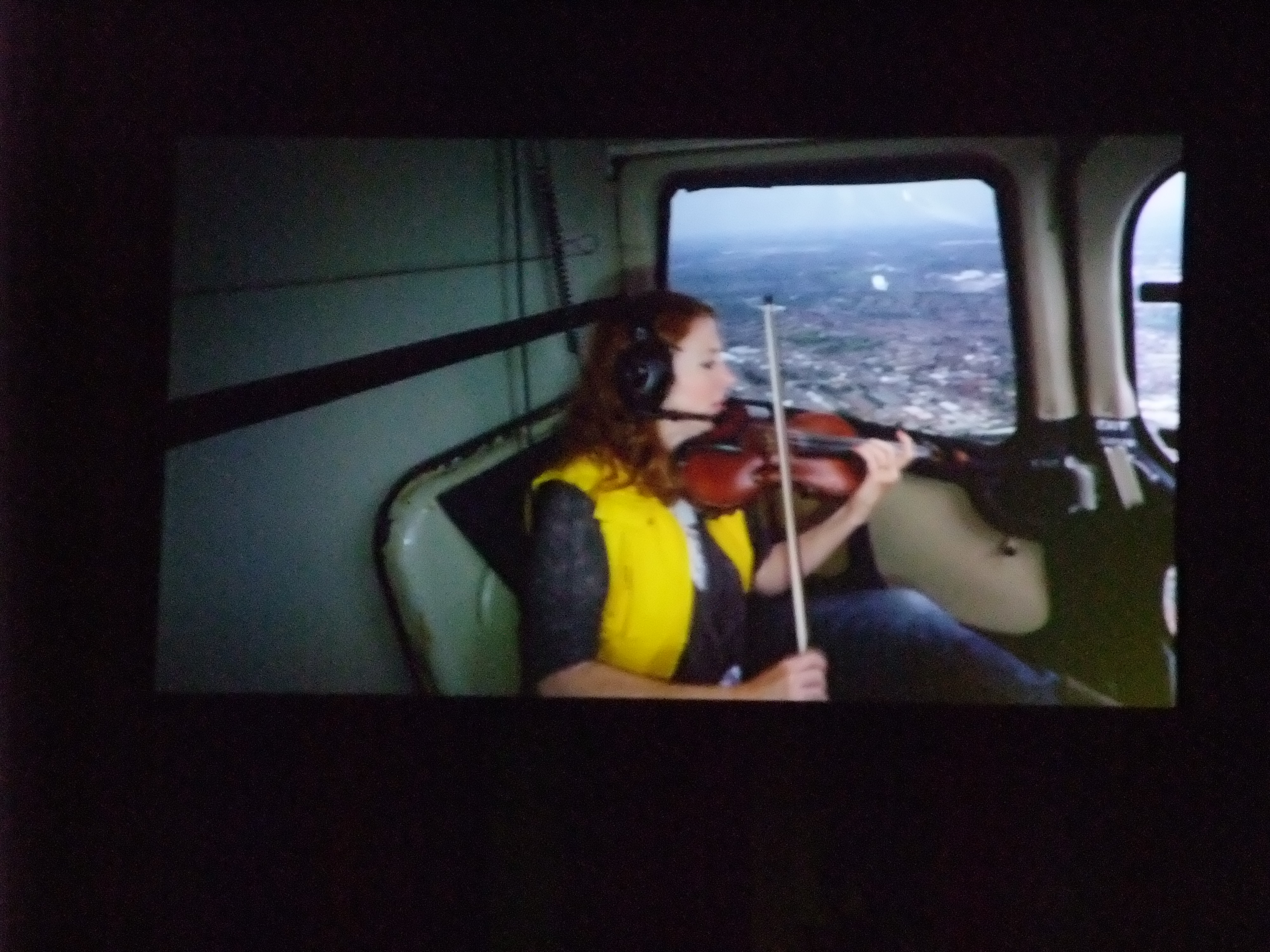
2012年8月23日に演奏された画像

## 概要
それぞれのヘリコプターに一人ずつ奏者が乗り込み、ヘリコプターの中で演奏する。これらのヘリコプターはコンサートホール（など）の周りを旋回し、その中で各々の奏者が演奏し、その音と映像をコンサートホールに中継する。
「光」の他の場面と同様、この作品も3声のスーパーフォルメルに基づき作曲されている。序奏とコーダにはさまれ、大幅に拡大されたスーパーフォルメルが3回演奏されるという、比較的単純な構成をとっている。ただし、フォルメルの各音は4つの楽器の間で頻繁に交換されるうえ、グリッサンドを伴って演奏されるので、普通に聴くだけではスーパーフォルメルを聴取することは難しい。
ヘリコプター4台を動員し、空中から音楽を中継するという、困難な演奏条件の曲である割には演奏の機会に恵まれており、これまでに数回演奏されている。また、CDリリースもモンテーニュとシュトックハウゼン出版社から二種もいち早く行われた。シュトックハウゼン出版社盤には初演時のライヴ録音（シュトックハウゼンによる曲目解説、演奏後の質疑応答も収録されている）とスタジオ録音（初演後加筆された部分も含まれている）の2種類の録音が収録されており、モンテーニュ盤は後者の録音と同一音源である。
アーヴィン・アルディッティは「自分の弾く音が全く聞こえない不思議な体験」をしたと言った。この体験から、「演奏者自身は自分の発する音が全く聞こえなくても、音楽表現は成立するのか」といった新たな問いが出されている。

## 作曲の経緯
アルディッティ弦楽四重奏団からの委嘱にもかかわらず、当初のシュトックハウゼンは「伝統的形式及び編成の忌避」という理由で作曲を延期しつづけていた。しかし、シュトックハウゼンはある日、ヘリコプターに弦楽器奏者が乗って演奏し、それが四つ輪になって旋回する「奇妙な」夢を見た。この夢に触発されたシュトックハウゼンは早速この夢を現実のものにしようと行動を起こし、4台のヘリコプターと弦楽四重奏のための弦楽四重奏曲を作曲した。

## 初演

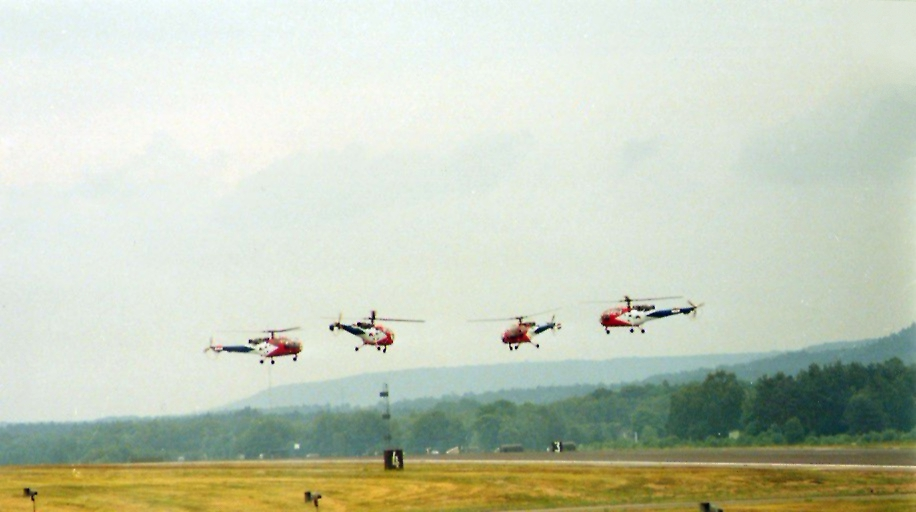
オランダ空軍の「グラスホッパーズ」（世界初演に参加した際と同じ機体）

1995年6月26日、アムステルダムにて世界初演。初演に際しては、綿密なテストが行われた。
ヘリコプターはオランダ空軍の協力でSA 316が利用された。操縦は空軍のアクロバットチーム「グラスホッパーズ」が担当した。

## 編成
- 弦楽四重奏
  - ヴァイオリン 2
  - ヴィオラ 1
  - チェロ 1
- ヘリコプター 4

演奏するためには、ヘリコプターのパイロットが4名（副操縦士が必要な機体では8名）、ヴァイオリニストが2名、ヴィオリストが1名、チェリストが1名必要である。
直接音を出すのは上記のみだが、そのほかにミキシングを行う音楽技師なども要する。なお、正式なタイトルではこれらすべてが「編成」に含まれている。

## 楽曲構成
離陸から着陸まで30分程度。
ヘリコプターのエンジンが起動してローターが回転するところから音楽は始まる。弦楽四重奏の奏者がそれぞれの機体に搭乗すると、チェロが刻みの少ないトレモロで演奏する。ついでヴィオラ、ヴァイオリンも同様にトレモロによる演奏を開始し、ヘリコプターの高度に合わせて音が段々と上昇していく。またトレモロの刻みも細かくなっていくほか、ピッツィカートやスピッカートなど、奏法にバリエーションが生まれる。これらの各楽器の音の動きは、オペラ「光」で中核をなすスーパーフォルメルに基づいている。一定の高さまで到達すると、弦楽四重奏の奏者たちが順番に、そして最後では全員がドイツ語の数字を1から数え始める。
ヘリコプターが着陸のために高度を下げていく度に音の高さや刻みの細かさなどが比例して低くなり、楽器も演奏されなくなる。最後は冒頭と同じく、ヘリコプターのエンジンを停止させ、ローターが静止した段階で音楽は終了する。